# 三浦登
三浦 登（みうら のぼる、1941年4月15日 - ）は、日本の物理学者。東京大学名誉教授。

## 経歴
1941年東京生まれ。東京都立戸山高等学校卒業。1964年東京大学工学部物理工学科を卒業。同大学院進学後、オックスフォード大学研究員を経て東京大学物性研究所教授。定年退官後、同大学名誉教授。独ドレスデン・ライプニッツIFW研究所客員教授。2003年島津賞受賞。2006年大英帝国勲章OBE受勲。2022年瑞宝中綬章受章。工学博士。

## 趣味
歌舞伎、クラシック音楽、バドミントンなどの他、藤村富美男以降の長年に渡る阪神タイガースファン。

## 家族・親族
- 父　三浦新（日本の品質管理分野の先駆者、デミング賞、藍綬褒章）
- 伯父　田中忠雄（元NEC社長）